# Annette Angoua Nguéa
Pour les articles homonymes, voir Nguéa.
Annette Angoua Nguéa, née en 1959 au Cameroun, est une universitaire camerounaise, critique de cinéma et directeur de l’Institut des beaux-arts de l’Université de Douala.

## Biographie
Annette Angoua Nguéa est née en 1959..
Elle est titulaire d'un doctorat en histoire et économie du cinéma et de l'audiovisuel de l'université Sorbonne-Nouvelle.
Maître de conférences, elle est directrice de l'Institut des Beaux-Arts de l'université de Douala à Nkongsamba (IBA),, chef de département de cinéma et audiovisuel dudit institut, et coordonnatrice du laboratoire Arts et Communications à l'école doctorale Sciences sociales et humaines au sein de la même université.
En 2017, Annette Angoua Nguéa fait l'objet de critiques sur sa direction de l'Institut des Beaux-Arts de l'université de Douala.

## Publications

### Ouvrages
Les ouvrages d'Annette Angoua Nguéa sont publiés aux Éditions L'Harmattan dans la collection « Théories et critique » :
- Repenser la production cinématographique au Cameroun, préface de Valentin Nga Ndongo, Collection Théories et critique, Éditions L'Harmattan, 2013  (ISBN 978-2-33600-072-5)[7].
Recension de Messi Bala sur le site d'informations AllAfrica.com, [lire en ligne].
- Le cinéma camerounais à l'ère du numérique, coécrit avec Jacques Merlin Bell Yembel, préface est de Jean-Claude Mbarga, Collection Théories et critique, Éditions L'Harmattan, 2020  (ISBN 978-2-34319-770-8)[5].
Recension dans la Base de données des livres sur le cinéma, [lire en ligne].
- Art et multiculturalisme dans un monde en mutation : Quelles voies pour la valorisation du patrimoine culturel africain?, Collection Théories et critique, Éditions L'Harmattan, 2023[8].

### Préfaces
En 2020, Annette Angoua Nguéa préface l'ouvrage Les Tic dans les établissements privés secondaires de Danielle Mouasso.